# Hervé Kimenyi
Hervé Kimenyi est un comédien d'expression française d'origine rwandaise.

## Biographie

### Enfance et débuts
Hervé Kimenyi est originaire du Rwanda. Il est né en 1984. Il grandit en Afrique de l'Ouest.

### Carrière
Il se produit sur différentes scènes en Afrique et en Europe. Son humour est réputé féroce et irrévérencieux. Il aborde des sujets sérieux, dénonce les rapports Nord/Sud, et les clichés sur l'Afrique, la colonisation et les abus religieux.